# にしべみか
にしべ みか（1966年12月12日 - ）は、広島市西区出身の広島ローカルタレント。
現在は、タレントとFMラジオのパーソナリティ、カルチャースクールエレガント講座の講師としても活動中である。
その他、ナレーター、結婚式・イベント・式典・パーティー・祝賀会・ディナーショー・講演会等の司会もするマルチタレントである。既婚者で２人息子の母親でもある。

## 来歴
クリーニング店を営む両親の元に次女として生まれる。
広島の名門安田女子高等学校（在学中はバスケットボール部に所属）を卒業後、一般企業に就職するが、モデル事務所にスカウトされたのを機に1989年に退職し、同年よりモデルとして活動を開始する。
当初はモデルとして活動していたが、その後タレントとしての活動も開始した。広島弁丸出しの喋りでお茶の間に愛されるタレントで、主として広島ホームテレビの自社制作番組での出演が多かった。「たわわのTARZAN」の番組末期頃出演していた友近が憧れていたタレントでもある。
1995年12月に6年間在籍したモデル事務所を辞め、1996年よりフリーのタレントとして活動を開始する。
2001年夏に出産のため『げっきんLIVE』（夕方ローカル）を降板。2年連続で妊娠・出産したことや育児に専念していたため表舞台からは姿を消していたが、2009年9月5日放送分の『あっぱれ!熟年ファイターズ』で同局で8年ぶりにリポーターで復帰した。
2012年9月にモデルの基本レッスンを中心にカルチャータウン広島校でエレガント講座を開講し、講師も務めている。
2016年4月からエステ企業のイメージキャラクターとして、モデル業への復帰も果たした。
2016年5月にFMはつかいちのラジオ番組にゲスト出演したのがキッカケで、同年6月よりパーソナリティ（レギュラー出演）としても活躍の場を広げる。
2017年4月、昨年からレギュラー出演していたラジオ番組のメインパーソナリティに格上げされ、番組名にも「にしべ」が入った、冠番組を持つこととなる。
2018年3月、今まで出演していたラジオ番組のメインパーソナリティとなり、番組名も「にしべみか」単独の冠番組となる。

## 主な出演番組
- にしべみかのゆうぐれDoki！音楽行進（FMラジオ）
- ひろしま弁当キッズ10☆吉島中学校編（広島テレビ）
- 東雲・にしべのゆうぐれDoki！音楽行進（FMラジオ）
- キラキラ☆アートBOX（FMラジオ）
- 週末喫茶アサブランカ（広島ホームテレビ）
- ジュンテンドーくらしの情報マップ（広島ホームテレビ）ナビゲーター
- ひろしま満点ママ オトメのランチ（テレビ新広島）
- あっぱれ!熟年ファイターズ（広島ホームテレビ）
- JA特番親子お好み焼き体験バスツアー
- ランランTV
- 美ビッ☆ヘアーギャラリー
- 大ちゃんのお茶の間テレビ
- げっきんLIVE（広島ホームテレビ）
- 西田篤史のテレビランド（広島ホームテレビ）
- 大ちゃん にしべの美髪情報！
- 痛快！買い物ランド・スーパーショッピングアワー
- ノマドのきまぐれ
- それゆけ！CAテレビ
- HOMEフレッシュモーニング（広島ホームテレビ）
- たわわのターザン（広島ホームテレビ）
- エンジェルツアーハッピークイズ（テレビ新広島）
- GO！GO！ひろしま春祭り
- ジュンテンドー 暮らしの情報マップ（広島ホームテレビ）